# Biathlon-Europameisterschaften 2021
Die Biathlon-Europameisterschaften 2021 (offiziell: IBU Open European Championships Biathlon 2021) fanden vom 24. bis zum 31. Januar 2021 in der Tauron Duszniki Arena im polnischen Duszniki-Zdrój statt. Die Stadt richtete bereits die Europameisterschaften 2017 sowie die Sommerbiathlon-Weltmeisterschaften 2001 und 2010 aus.
Da Biathlon-Europameisterschaften als „offene“ Wettkämpfe ausgetragen wurden, war das Teilnehmerfeld nicht auf Athleten aus Europa begrenzt. Einzelathleten und Mannschaften aus Nord- und Südamerika, Asien und Australien nahmen auch an den Wettkämpfen teil.
Die Meisterschaften waren der Höhepunkt der Saison 2020/21 des IBU-Cups. Die Ergebnisse der Rennen flossen auch in die Gesamtwertungen des IBU-Cups mit ein.
Die Biathlon-Junioren-Europameisterschaften 2021 sollten wieder getrennt von den Europameisterschaften vom 1. bis 7. Februar in Madona ausgetragen werden, wurden aber aufgrund der COVID-19-Pandemie bereits im Vorfeld der Saison zusammen mit dem gesamten IBU-Junior-Cup abgesagt.

## Medaillenspiegel
| Platz | Land        | Gold | Silber | Bronze | Gesamt |
| ----- | ----------- | ---- | ------ | ------ | ------ |
| 1     | Lettland    | 2    | –      | –      | 2      |
| 1     | Polen       | 2    | –      | –      | 2      |
| 3     | Norwegen    | 1    | 3      | 3      | 7      |
| 4     | Schweiz     | 1    | -      | -      | 1      |
| 5     | Ukraine     | 1    | 1      | 1      | 3      |
| 5     | Deutschland | 1    | 1      | 1      | 3      |
| 7     | Russland    | –    | 1      | 3      | 4      |
| 8     | Tschechien  | –    | 1      | –      | 1      |
| 8     | Frankreich  | –    | 1      | –      | 1      |

## Zeitplan
| Datum            | Frauen | Frauen                                   | Männer                                   | Männer                                   |
| ---------------- | ------ | ---------------------------------------- | ---------------------------------------- | ---------------------------------------- |
| 27. Januar (Mi.) | 10:30  | Einzel (15 km)                           | 14:15                                    | Einzel (20 km)                           |
| 29. Januar (Fr.) | 10:30  | Sprint (7,5 km)                          | 14:00                                    | Sprint (10 km)                           |
| 30. Januar (Sa.) | 10:30  | Verfolgung (10 km)                       | 13:00                                    | Verfolgung (12,5 km)                     |
| 31. Januar (So.) | 10:30  | Single-Mixed-Staffel (4 × 3 km + 1,5 km) | Single-Mixed-Staffel (4 × 3 km + 1,5 km) | Single-Mixed-Staffel (4 × 3 km + 1,5 km) |
| 31. Januar (So.) | 13:00  | Mixed-Staffel (4 × 6 km)                 | Mixed-Staffel (4 × 6 km)                 | Mixed-Staffel (4 × 6 km)                 |

## Ergebnisse

### Männer

#### Einzel 20 km
| Platz | Sportler               | Schießfehler | Zeit    |
| ----- | ---------------------- | ------------ | ------- |
| 1     | Andrejs Rastorgujevs   | 1+0+0+0      | 52:04,7 |
| 2     | Erlend Bjøntegaard     | 0+2+0+0      | +1:27,5 |
| 3     | Endre Strømsheim       | 0+0+1+1      | +1:41,4 |
| 4     | Said Karimulla Chalili | 0+0+0+0      | +1:59,7 |
| 5     | Sivert Guttorm Bakken  | 0+1+0+1      | +2:03,5 |
| 6     | Artem Pryma            | 1+2+0+0      | +2:10,0 |
| 7     | Justus Strelow         | 0+0+0+1      | +2:17,3 |
| 8     | Joscha Burkhalter      | 0+0+0+1      | +2:24,8 |
| 9     | Patrick Jakob          | 1+0+0+0      | +2:31,1 |
| 10    | Émilien Claude         | 0+0+0+1      | +2:40,9 |

Start: Mittwoch, 27. Januar 2021, 14:15 Uhr
Gemeldet: 147 Athleten; nicht am Start (DNS): 5; nicht im Ziel (DNF): 4

#### Sprint 10 km
| Platz | Sportler                  | Schießfehler | Zeit    |
| ----- | ------------------------- | ------------ | ------- |
| 1     | Martin Jäger              | 0+0          | 27:19,2 |
| 2     | Said Karimulla Chalili    | 0+0          | +7,3    |
| 3     | Johannes Kühn             | 1+1          | +15,3   |
| 4     | Håvard Bogetveit          | 0+1          | +28,9   |
| 5     | Éric Perrot               | 0+1          | +30,6   |
| 6     | Artem Pryma               | 0+1          | +32,0   |
| 7     | Aleksander Fjeld Andersen | 1+1          | +32,3   |
| 8     | Michal Krčmář             | 0+1          | +32,6   |
| 9     | Dominic Schmuck           | 1+0          | +33,2   |
| 10    | Daniil Serochwostow       | 2+0          | +35,1   |

Start: Freitag, 29. Januar 2021, 14:00 Uhr
Gemeldet: 144 Athleten; nicht am Start (DNS): 3; nicht im Ziel (DNF): 1

#### Verfolgung 12,5 km
| Platz | Sportler              | Schießfehler | Zeit    |
| ----- | --------------------- | ------------ | ------- |
| 1     | Artem Pryma           | 1+0+1+1      | 32:11,3 |
| 2     | Michal Krčmář         | 0+0+0+1      | +6,6    |
| 3     | Håvard Bogetveit      | 0+0+1+2      | +12,5   |
| 4     | Johannes Kühn         | 0+0+1+2      | +18,6   |
| 5     | Filip Fjeld Andersen  | 2+0+0+1      | +21,0   |
| 6     | Sivert Guttorm Bakken | 0+1+2+2      | +21,9   |
| 7     | Martin Jäger          | 0+1+1+2      | +31,1   |
| 8     | Dominic Schmuck       | 1+1+0+1      | +40,5   |
| 9     | Vytautas Strolia      | 0+1+0+1      | +45,6   |
| 10    | Erlend Bjøntegaard    | 0+1+2+1      | +54,4   |

Start: Samstag, 30. Januar 2021, 13:00 Uhr
Gemeldet: 60 Athleten; nicht am Start (DNS): 3; nicht im Ziel (DNF): 0

### Frauen

#### Einzel 15 km
| Platz | Sportler                  | Schießfehler | Zeit    |
| ----- | ------------------------- | ------------ | ------- |
| 1     | Monika Hojnisz-Staręga    | 0+1+0+0      | 45:17,1 |
| 2     | Anastassija Merkuschyna   | 0+0+0+0      | +2,9    |
| 3     | Larissa Kuklina           | 0+0+1+0      | +15,5   |
| 4     | Anastassija Schewtschenko | 0+0+0+0      | +33,5   |
| 5     | Iryna Petrenko            | 0+0+0+0      | +2:11,1 |
| 6     | Ella Halvarsson           | 0+1+0+0      | +2:14,3 |
| 7     | Stefanie Scherer          | 0+0+1+0      | +2:19,1 |
| 8     | Milena Todorowa           | 0+1+1+0      | +2:24,7 |
| 9     | Ekaterina Bech            | 0+2+0+0      | +2:26,3 |
| 10    | Elisabeth Högberg         | 2+1+0+0      | +2:42,1 |

Start: Mittwoch, 27. Januar 2021, 14:15 Uhr
Gemeldet: 121 Athletinnen; nicht am Start (DNS): 2; nicht im Ziel (DNF): 1

#### Sprint 7,5 km
| Platz | Sportlerin                | Schießfehler | Zeit    |
| ----- | ------------------------- | ------------ | ------- |
| 1     | Baiba Bendika             | 0+1          | 22:00,7 |
| 2     | Karoline Erdal            | 0+0          | +5,7    |
| 3     | Anastassija Schewtschenko | 0+0          | +9.7    |
| 4     | Larissa Kuklina           | 1+0          | +11,9   |
| 5     | Walerija Wasnezowa        | 0+1          | +12,3   |
| 6     | Emilie Kalkenberg         | 0+0          | +16,2   |
| 7     | Åsne Skrede               | 0+0          | +21,1   |
| 8     | Ingela Andersson          | 1+0          | +21,6   |
| 9     | Irina Krutschinkina       | 0+1          | +26,7   |
| 10    | Wita Semerenko            | 0+1          | +27,1   |

Start: Freitag, 29. Januar 2021, 10:30 Uhr
Gemeldet: 128 Athletinnen; nicht am Start (DNS): 1; nicht im Ziel (DNF): 0

#### Verfolgung 10 km
| Platz | Sportlerin        | Schießfehler | Zeit    |
| ----- | ----------------- | ------------ | ------- |
| 1     | Kamila Żuk        | 0+0+0+0      | 29:12,7 |
| 2     | Karoline Erdal    | 1+0+1+1      | +13,4   |
| 3     | Åsne Skrede       | 0+1+0+2      | +16,2   |
| 4     | Larissa Kuklina   | 0+0+2+1      | +18,3   |
| 5     | Ingela Andersson  | 0+1+1+2      | +39,3   |
| 6     | Anna Magnusson    | 1+0+0+1      | +52,3   |
| 7     | Vanessa Voigt     | 0+1+0+0      | +52,8   |
| 8     | Natalja Gerbulowa | 1+0+1+0      | +1:03,6 |
| 9     | Ekaterina Bech    | 0+0+0+0      | +1:06,7 |
| 10    | Juliane Frühwirt  | 0+1+0+0      | +1:08,5 |

Start: Samstag, 30. Januar 2021, 10:30 Uhr
Gemeldet: 60 Athletinnen; nicht am Start (DNS): 7; nicht im Ziel (DNF): 0

### Mixedbewerbe

#### Single-Mixed-Staffel
| Platz | Land               | Sportler                                    | Zeit    | Strafrunden + Nachlader             |
| ----- | ------------------ | ------------------------------------------- | ------- | ----------------------------------- |
| 1     | Deutschland        | Stefanie Scherer Justus Strelow             | 35:01,6 | 0+1 0+0 / 0+2 0+1 0+1 0+0 / 0+0 0+0 |
| 2     | Frankreich         | Caroline Colombo Émilien Claude             | +21,0   | 0+0 0+1 / 0+1 1+3 0+1 0+1 / 0+0 0+1 |
| 3     | Russland           | Larissa Kuklina Jewgeni Garanitschew        | +26,7   | 0+0 0+1 / 0+2 0+0 0+1 0+0 / 0+0 0+2 |
| 4     | Italien            | Rebecca Passler Daniele Cappellari          | +29,1   | 0+2 0+1 / 0+1 0+0 0+0 0+0 / 0+2 0+1 |
| 5     | Ukraine            | Anastassija Merkuschyna Artem Tyschtschenko | +46,6   | 0+2 0+1 / 0+2 0+0 0+0 0+1 / 0+0 0+0 |
| 6     | Norwegen           | Karoline Erdal Endre Strømsheim             | +50,2   | 0+1 0+3 / 0+0 0+2 0+3 0+1 / 1+3 0+1 |
| 7     | Schweden           | Ingela Andersson Torstein Stenersen         | +53,1   | 0+1 0+2 / 0+1 0+1 0+2 0+1 / 0+1 0+2 |
| 8     | Österreich         | Anna Gandler Dominic Unterweger             | +54,4   | 0+0 0+1 / 0+0 0+1 0+0 0+0 / 0+0 0+1 |
| 9     | Vereinigte Staaten | Madeleine Phaneuf Lars Hammernes Leopold    | +1:15,3 | 0+0 0+1 / 0+1 0+0 0+0 0+1 / 0+1 0+2 |
| 10    | Tschechien         | Tereza Voborníková Mikuláš Karlík           | +1:47,9 | 0+1 0+2 / 0+0 0+1 0+0 0+0 / 0+0 0+2 |

Start: Sonntag, 31. Januar 2021, 10:30 Uhr
Gemeldet und am Start: 27 Nationen; überrundet (LAP): 3

#### Mixed-Staffel
| Platz | Land        | Sportler                                                                      | Zeit      | Strafrunden + Nachlader         |
| ----- | ----------- | ----------------------------------------------------------------------------- | --------- | ------------------------------- |
| 1     | Norwegen    | Emilie Ågheim Kalkenberg Åsne Skrede Erlend Bjøntegaard Sivert Guttorm Bakken | 1:01:23,7 | 0+1 1+3 0+0 0+1 0+0 0+2 0+0 0+0 |
| 2     | Deutschland | Vanessa Voigt Marion Deigentesch Dominic Schmuck Philipp Nawrath              | +30,7     | 0+1 0+1 0+0 0+2 0+1 0+0         |
| 3     | Ukraine     | Iryna Petrenko Wita Semerenko Bohdan Zymbal Artem Pryma                       | +52,5     | 0+1 0+1 0+2 0+3 0+1 0+0 0+1 0+1 |
| 4     | Litauen     | Natalija Kočergina Gabrielė Leščinskaitė Karol Dombrovski Vytautas Strolia    | +1:02,4   | 0+2 0+0 0+0 0+2 0+0 0+0 0+1 0+0 |
| 5     | Italien     | Eleonora Fauner Nicole Gontier Giuseppe Montello Patrick Braunhofer           | +1:14,4   | 0+0 0+3 0+2 0+2 0+0 0+2 0+0 0+1 |
| 6     | Österreich  | Christina Rieder Tamara Steiner Magnus Oberhauser Patrick Jakob               | +1:14,5   | 0+0 0+0 0+0 0+3 0+0 0+0         |
| 7     | Russland    | Polina Schewnina Anastassija Gorejewa Nikita Porschnew Said Karimulla Chalili | +1:50,0   | 0+3 0+1 0+0 0+1 0+1 1+3 0+0 0+1 |
| 8     | Schweden    | Elisabeth Högberg Anna Magnusson Oskar Brandt Malte Stefansson                | +2:13,9   | 0+1 0+1 0+3 0+0 0+3 0+1         |
| 9     | Moldau      | Alla Ghilenko Alina Stremous Michail Ussow Maxim Makarow                      | +2:14,8   | 0+1 0+1 0+3 0+0 0+1 0+2 0+0 0+0 |
| 10    | Schweiz     | Amy Baserga Lea Meier Martin Jäger Joscha Burkhalter                          | +2:16,3   | 0+0 0+2 0+0 0+3 0+0 1+3 0+3 0+1 |

Start: Sonntag, 31. Januar 2021, 13:00 Uhr
Gemeldet und am Start: 22 Nationen; überrundet (LAP): 4